# Parrocchie della diocesi di Rimini

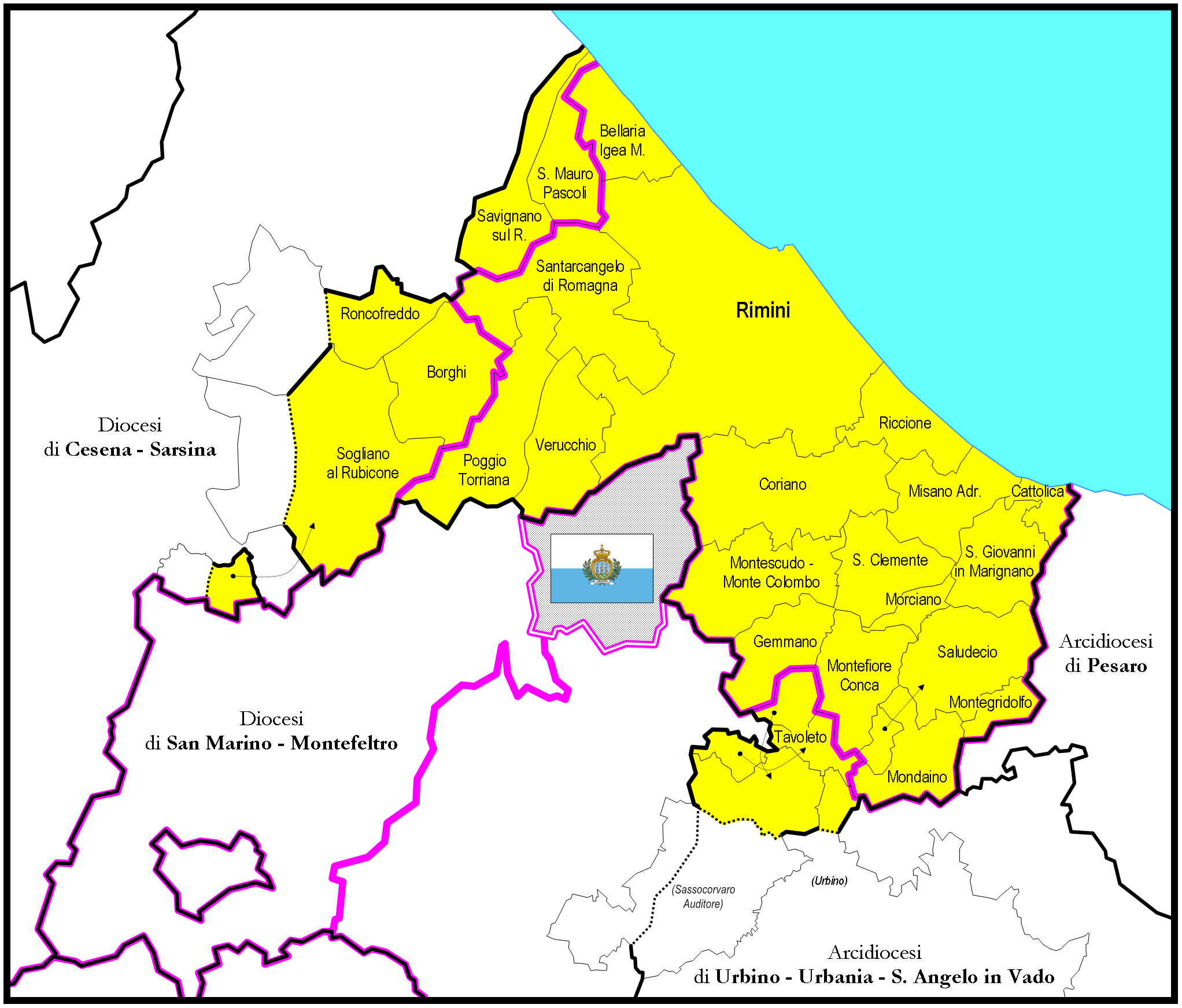
Il territorio della diocesi

Le parrocchie che compongono la diocesi di Rimini sono 115.

## Vicariati
Questa diocesi è organizzata in sei vicariati.

### Vicariato urbano di Rimini
| Parrocchia                 | Patrono                     | Comune | Frazione/Quartiere     | Web |
| -------------------------- | --------------------------- | ------ | ---------------------- | --- |
| Sant'Agostino e Cattedrale | Sant'Agostino               | Rimini | centro                 |     |
| Cristo Re                  | Cristo Re                   | Rimini | centro                 |     |
| Gesù                       | Gesù Nostra Riconciliazione | Rimini | centro                 |     |
| La Resurrezione            | La Resurrezione             | Rimini | centro                 |     |
| Regina Pacis               | Regina Pacis                | Rimini | centro                 |     |
| San Gaudenzio              | San Gaudenzio               | Rimini | centro                 |     |
| San Giovanni               | San Giovanni Battista       | Rimini | centro                 |     |
| San Girolamo               | San Girolamo                | Rimini | Marina Centro          |     |
| San Giuliano               | San Giuliano                | Rimini | centro                 |     |
| San Giuseppe al Porto      | San Giuseppe                | Rimini | centro                 |     |
| San Raffaele               | San Raffaele Arcangelo      | Rimini | centro                 |     |
| Sant'Andrea all'Ausa       | Sant'Andrea Apostolo        | Rimini | centro                 |     |
| Bellariva                  | Cuore Immacolato di Maria   | Rimini | Bellariva              |     |
| Celle                      | Santa Maria Maddalena       | Rimini | Celle                  |     |
| Colonnella                 | Santa Maria Annunziata      | Rimini | Colonnella             |     |
| Marina Centro              | Santa Maria Ausiliatrice    | Rimini | Marina Centro          |     |
| Miramare                   | Sacro Cuore di Gesù         | Rimini | Miramare               |     |
| Rivazzurra                 | Sant'Antonio di Padova      | Rimini | Rivazzurra             |     |
| Villaggio Primo Maggio     | Santa Maria Mater Ecclesiae | Rimini | Villaggio Primo Maggio |     |

### Vicariato del Litorale Nord
| Parrocchia               | Patrono                            | Comune               | Frazione/Quartiere       | Web |
| ------------------------ | ---------------------------------- | -------------------- | ------------------------ | --- |
| Bellaria                 | Sacro Cuore di Gesù                | Bellaria-Igea Marina | Bellaria                 |     |
| Bellaria Monte           | Santa Margherita vergine e martire | Bellaria-Igea Marina | Bellaria Monte           |     |
| Bordonchio               | San Martino Vescovo                | Bellaria-Igea Marina | Bordonchio               |     |
| Igea Marina              | Nostra Signora del Sacro Cuore     | Bellaria-Igea Marina | Igea Marina              |     |
| Rivabella                | Nostra Signora di Fatima           | Rimini               | Rivabella                |     |
| San Giovanni in Bagno    | San Giovanni Battista              | Rimini               | San Giovanni in Bagno    |     |
| San Martino in Riparotta | San Martino Vescovo                | Rimini               | San Martino in Riparotta |     |
| San Mauro Mare           | Santa Maria Goretti                | San Mauro Pascoli    | San Mauro Mare           |     |
| Torre Pedrera            | Beata Vergine del Carmine          | Rimini               | Torre Pedrera            |     |
| Viserba                  | San Vicinio                        | Rimini               | Viserba                  |     |
| Viserba Mare             | Santa Maria al Mare                | Rimini               | Viserba Mare             |     |
| Viserba Monte            | Beata Vergine Maria                | Rimini               | Viserba Monte            |     |
| Viserbella               | Santa Maria Assunta                | Rimini               | Viserbella               |     |

### Vicariato del Litorale Sud
| Parrocchia                      | Patrono                       | Comune                    | Frazione/Quartiere    | Web |
| ------------------------------- | ----------------------------- | ------------------------- | --------------------- | --- |
| Riccione - duomo                | Santa Maria Mater Admirabilis | Riccione                  | centro                |     |
| Riccione - San Martino          | San Martino Vescovo           | Riccione                  | centro                |     |
| Riccione - Santi Angeli Custodi | Santi Angeli Custodi          | Riccione                  | centro                |     |
| Alba                            | Gesù Redentore                | Riccione                  | Alba                  |     |
| Cattolica - duomo               | Santi Apollinare e Pio V      | Cattolica                 | centro                |     |
| Cattolica - Sant'Antonio        | Sant'Antonio di Padova        | Cattolica                 | centro                |     |
| Cattolica - San Benedetto       | San Benedetto Padre d'Europa  | Cattolica                 | centro                |     |
| Cella Simbeni                   | Madre del Bell'Amore          | Misano Adriatico          | Cella Simbeni         |     |
| Fontanelle                      | Santa Maria Stella Maris      | Riccione                  | Fontanelle            |     |
| Misano Adriatico                | Immacolata Concezione         | Misano Adriatico          | centro                |     |
| Misano Monte                    | Santi Biagio ed Erasmo        | Misano Adriatico          | Misano Monte          |     |
| Montalbano                      | Santa Maria di Nazareth       | San Giovanni in Marignano | centro                |     |
| San Lorenzo in Strada           | San Lorenzo Martire           | Riccione                  | San Lorenzo in Strada |     |
| Scacciano                       | Santa Maria Assunta           | Misano Adriatico          | Scacciano             |     |
| Villaggio Argentina             | San Giovanni Bosco            | Misano Adriatico          | Villaggio Argentina   |     |

### Vicariato di Savignano-Santarcangelo
| Parrocchia               | Patrono                            | Comune                   | Frazione/Quartiere       | Web |
| ------------------------ | ---------------------------------- | ------------------------ | ------------------------ | --- |
| Santarcangelo di Romagna | San Michele Arcangelo              | Santarcangelo di Romagna | centro                   |     |
| Savignano sul Rubicone   | Santa Lucia Vergine e Martire      | Savignano sul Rubicone   | centro                   |     |
| Bagnolo                  | San Martino Vescovo                | Sogliano al Rubicone     | Bagnolo                  |     |
| Borghi                   | San Cristoforo                     | Borghi                   | centro                   |     |
| Camerano                 | Santa Maria                        | Poggio Torriana          | Camerano                 |     |
| Canonica                 | San Giovanni Battista              | Santarcangelo di Romagna | Canonica                 |     |
| Castelvecchio            | Natività di Maria Santissima       | Savignano sul Rubicone   | Castelvecchio            |     |
| Fabbrica                 | Sant'Agata                         | Santarcangelo di Romagna | Fabbrica                 |     |
| Fiumicino                | Santa Maria delle Grazie           | Savignano sul Rubicone   | Fiumicino                |     |
| Montalbano               | Sant'Agata                         | Santarcangelo di Romagna | Montalbano               |     |
| Poggio Berni             | Sant'Andrea Apostolo               | Poggio Torriana          | Poggio Berni             |     |
| Riopetra                 | Santa Maria                        | Sogliano al Rubicone     | Riopetra                 |     |
| Roncofreddo              | San Biagio Vescovo e Martire       | Roncofreddo              | centro                   |     |
| San Giovanni in Compito  | San Giovanni Battista              | Savignano sul Rubicone   | San Giovanni in Compito  |     |
| San Giovanni in Galilea  | San Giovanni                       | Borghi                   | San Giovanni in Galilea  |     |
| San Mauro di Romagna     | San Mauro                          | San Mauro Pascoli        | centro                   |     |
| San Vito Riminese        | Santi Vito e Modesto               | Rimini                   | San Vito di Rimini       |     |
| Santa Giustina Riminese  | Santa Giustina di Padova           | Rimini                   | Santa Giustina di Rimini |     |
| Santo Marino             | San Martino                        | Poggio Torriana          | Santo Marino             |     |
| Savignano di Rigo        | San Matteo apostolo ed evangelista | Sogliano al Rubicone     | Savignano di Rigo        |     |
| Sogliano sul Rubicone    | San Lorenzo Martire                | Sogliano al Rubicone     | centro                   |     |
| Torriana                 | San Vicinio                        | Poggio Torriana          | Torriana                 |     |

### Vicariato della Valconca
| Parrocchia                 | Patrono                    | Comune                    | Frazione/Quartiere         | Web |
| -------------------------- | -------------------------- | ------------------------- | -------------------------- | --- |
| Coriano                    | Santa Maria Assunta        | Coriano                   | centro                     |     |
| Morciano                   | San Michele Arcangelo      | Morciano di Romagna       | centro                     |     |
| Casalecchio Riminese       | Santa Maria                | Rimini                    | Casalecchio                |     |
| Casinina-Auditore          | Santa Maria                | Sassocorvaro Auditore     | centro e Casinina          |     |
| Cerasolo                   | San Giovanni Battista      | Coriano                   | Cerasolo                   |     |
| Croce                      | San Giovanni Battista      | Montescudo-Monte Colombo  | Croce                      |     |
| Gemmano                    | San Lorenzo Martire        | Gemmano                   | centro                     |     |
| Mondaino                   | San Michele Arcangelo      | Mondaino                  | centro                     |     |
| Montefiore                 | San Paolo Apostolo         | Montefiore Conca          | Montefiore                 |     |
| Montegridolfo              | San Pietro Apostolo        | Montegridolfo             | centro                     |     |
| Montescudo                 | Santi Biagio e Simeone     | Montescudo-Monte Colombo  | centro                     |     |
| Montetauro                 | Sant'Innocenza             | Coriano                   | Montetauro                 |     |
| Onferno                    | Santa Colomba              | Gemmano                   | Onferno                    |     |
| Ospedaletto                | San Patrignano             | Coriano                   | Ospedaletto                |     |
| Passano                    | San Giovanni Evangelista   | Coriano                   | Passano                    |     |
| Pianventena                | Santa Croce                | San Giovanni in Marignano | Pianventena                |     |
| Pietrafitta                | Santa Maria Assunta        | San Giovanni in Marignano | Pietrafitta                |     |
| Saludecio                  | San Biagio                 | Saludecio                 | centro                     |     |
| San Clemente               | San Clemente Papa          | San Clemente              | centro                     |     |
| San Giovanni in Marignano  | San Pietro Apostolo        | San Giovanni in Marignano | centro                     |     |
| San Lorenzo in Correggiano | San Lorenzo Martire        | Rimini                    | San Lorenzo in Correggiano |     |
| San Martino monte L'Abate  | San Martino Vescovo        | Rimini                    | San Martino monte L'Abate  |     |
| San Salvatore di Rimini    | Santissimo Salvatore       | Rimini                    | San Salvatore              |     |
| Sant'Andrea in Besanigo    | Sant'Andrea Apostolo       | Coriano                   | Sant'Andrea in Besanigo    |     |
| Sant'Andrea in Casale      | Sant'Andrea Apostolo       | San Clemente              | centro                     |     |
| Santa Maria del Piano      | Sant'Apollinare            | Montescudo-Monte Colombo  | Santa Maria del Piano      |     |
| Santa Maria in Cerreto     | Santa Maria                | Rimini                    | Santa Maria in Cerreto     |     |
| Tavoleto                   | San Lorenzo Martire        | Tavoleto                  | centro                     |     |
| Trarivi                    | Santi Pietro e Paolo       | Montescudo-Monte Colombo  | Trarivi                    |     |
| Trebbio di Montegridolfo   | Beata Vergine delle Grazie | Montegridolfo             | Trebbio                    |     |
| Valle Avellana             | San Giorgio Martire        | Sassocorvaro Auditore     | Valle Avellana             |     |

### Vicariato della Valmarecchia
| Parrocchia              | Patrono                      | Comune                   | Frazione/Quartiere         | Web |
| ----------------------- | ---------------------------- | ------------------------ | -------------------------- | --- |
| Verucchio               | San Martino Vescovo          | Verucchio                | centro                     |     |
| Corpolò                 | Santa Maria                  | Rimini                   | Corpolò                    |     |
| Covignano               | Fortunato                    | Rimini                   | Covignano                  |     |
| Padulli                 | San Domenico Savio           | Rimini                   | Padulli                    |     |
| San Lorenzo a Monte     | San Lorenzo Martire          | Rimini                   | San Lorenzo a monte        |     |
| San Martino dei Mulini  | San Martino Vescovo          | Santarcangelo di Romagna | San Martino dei Mulini     |     |
| San Pio X               | San Pio X                    | Rimini                   | Dogana                     |     |
| Sant'Aquilina Riminese  | Santi Cristoforo ed Aquilina | Rimini                   | Sant'Aquilina              |     |
| Sant'Ermete di Romagna  | Sant'Ermete martire          | Santarcangelo di Romagna | Sant'Ermete                |     |
| Santa Cristina Riminese | Santa Cristina               | Rimini                   | Santa Cristina             |     |
| Spadarolo               | Santa Maria                  | Rimini                   | Spadarolo                  |     |
| Venti                   | San Martino in Venti         | Rimini                   | Venti-San Martino in Venti |     |
| Vergiano                | Santa Maria delle Nevi       | Rimini                   | Vergiano                   |     |
| Villa Verucchio         | San Paterniano               | Verucchio                | Villa Verucchio            |     |